# Java Platform, Standard Edition
Java Platform, Standard Edition, сокращённо Java SE (ранее Java 2 Standard Edition или J2SE) — стандартная версия платформы Java 2, предназначенная для создания и исполнения апплетов и приложений, рассчитанных на индивидуальное пользование или на использование в масштабах малого предприятия. Не включает в себя многие возможности, предоставляемые более мощной и расширенной платформой Java 2 Enterprise Edition (J2EE), рассчитанной на создание коммерческих приложений масштаба крупных и средних предприятий.

## java.lang
Пакет java.lang содержит фундаментальные классы и интерфейсы, близко привязанные к языку и системе во время выполнения. Сюда входят корневые классы, которые формируют иерархию классов, типы, привязанные к определению языка, основные исключения, математические функции, классы поддержки многопоточности, функции безопасности, а также классы, позволяющие получить информацию относительно операционной системы, на которой выполняется программа.
Основные классы в java.lang:
- Object — этот класс является корнем иерархии классов в Java;
- Enum — базовый класс для перечислимого типа (с версии J2SE 5.0);
- Class — класс является основным в подсистеме интроспекции Java;
- ClassLoader — абстрактный класс, определяет, как загружаются классы. Ваше приложение может создавать подклассы, расширяющие ClassLoader, реализуя его методы. Это позволяет загружать классы другими способами, нежели тот, которым выполняется обычная загрузка в системе времени выполнения Java. Однако обычно вы не должны этого делать;
- Throwable — класс является базовым для иерархии классов исключений;
- Error, Exception, RuntimeException — базовые классы для каждого подтипа исключений;
- Thread — класс, содержащий операции над потоками исполнения;
- String — класс для представления строк и их значений;
- StringBuffer и StringBuilder — классы для работы со строками (StringBuilder с версии J2SE 5.0);
- Comparable — интерфейс для поддержки обобщённого сравнения и упорядочения объектов (с версии J2SE 1.2);
- Iterable — интерфейс для поддержки улучшенного цикла for (с версии J2SE 5.0);
- Process, Runtime, SecurityManager, System — выполняют «системные операции». Управляют динамической загрузкой классов, созданием внешних процессов, получением информации об окружающей среде (например, времени суток), и следят за выполнением политик безопасности;
- Math и StrictMath — содержат основные математические функции, такие, как вычисление синуса, косинуса и квадратного корня (StrictMath с версии J2SE 1.3);
- Классы-обёртки над примитивными типами, которые превращают их в объекты;
- Классы исключений для основных исключительных ситуаций языка и среды исполнения.

Все классы из пакета java.lang автоматически подключаются в каждый исходный файл программы. Явное подключение не требуется.

### java.lang.annotation
В этом пакете определен интерфейс Annotation, а также перечисления ElementType и RetentionPolicy.

### java.lang.instrument
Пакет определяет средства, которые могут быть использованы для добавления инструментария для разных аспектов выполнения программ. Он определяет интерфейсы Instrumentation и ClassFileTransformer, а также класс ClassDefinition.

### java.lang.management
Пакет предоставляет поддержку управления виртуальной Машиной Java и исполняющим окружением. Используя средства пакета, вы можете просматривать и управлять различными аспектами выполнения программы.

### java.lang.ref
Предоставляет возможность взаимодействия со сборщиком мусора, благодаря чему программа может быть предупреждена об изменении числа ссылок на объект или о действиях, производимых сборщиком мусора над объектом.

### java.lang.reflect
Пакет java.lang.reflect обеспечивает механизм отражения — способность программного обеспечения к самоанализу (то есть получению информации об имеющихся в системе классах, их методах, полях и связях). Отражение — важная возможность, необходимая при использовании компонентов, называемых JavaBeans.

## java.io
Содержит классы для обеспечения файлового ввода-вывода информации, несколько классов абстракции ввода-вывода, а также набор классов для обработки вводимой информации: выделения токенов и т. д.

## java.math
Содержит классы для вычислений над большими целыми числами (класс BigInteger) и над десятичными дробями произвольной точности (класс BigDecimal).
Также содержит методы для произведения операций над числами: получение их абсолютной величины и т.п.

## java.net
Содержит классы, позволяющие приложению работать с сетью, предоставляя абстракции для сетевых адресов, соединений, реализацию сокетов и т. д.

## java.text
Набор классов и утилит, позволяющих организовать работу с различного рода форматами данных, применять имеющиеся или создавать собственные шаблоны форматирования (например, формат вывода даты или числа с плавающей точкой).

## java.util
Вспомогательные классы и интерфейсы. Очень удобные и используемые практически в каждой программе.

## java.applet
Для работы в браузере.

## java.awt
Содержит классы для написания пользовательских интерфейсов, работы с изображениями, рисования.

## java.sql
Java Database Connectivity

## javax.swing
Содержит набор графических компонентов, позволяющих создавать графические интерфейсы, работающие по возможности одинаково на всех платформах.